# Njurunda
Njurunda – parafia leżąca w regionie Västernorrland w Szwecji.
- Ludność: 13 517 (2005)